# No Lie (2 Chainz)
No Lie è un singolo del rapper statunitense 2 Chainz, pubblicato nel 2012 e interpretato insieme al rapper canadese Drake. Il brano è estratto dall'album di debutto di 2 Chainz, ossia Based on a T.R.U. Story.

## Tracce
Download digitale
1. No Lie (feat. Drake) – 3:59